# Alexandre Deulofeu

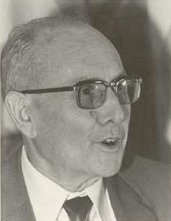
Alexandre Deulofeu Torres

Alexandre Deulofeu Torres (L'Armentera, 20 september 1903 – Figueres, 27 december 1978) was een Spaanse politicus en geschiedfilosoof. Hij is bekend door zijn "Wiskunde van de geschiedenis", een cyclische theorie over de evolutie van de beschavingen.

## Biografie
Alexandre Deulofeu werd geboren in L'Armentera in het uiterste noordoosten van Catalonië, waar zijn vader werkte als apotheker. Op driejarige leeftijd ging hij in Sant Pere Pescador wonen, en negen jaar later verhuisde hij naar Figueres. Hij voltooide zijn middelbare school aan het Institut Ramón Muntaner en in Barcelona, en studeerde Farmaceutische Wetenschappen en Chemie in Madrid. Deze laatste studies voltooide hij te Barcelona. Bij zijn terugkomst in Figueres, slaagt hij voor de toegangsexamens tot het hoogleraarschap, waarna hij als professor werkzaam is aan het instituut van Figueres. Zo begint hij een etappe van intense politieke activiteit, eerst als bestuurder van de Joventut Nacionalista Republicana de l'Empordà en later als leider van de politieke partij Esquerra Republicana de Catalunya (ERC). Hij werd toevallig burgemeester van Figueres tijdens de Spaanse Burgeroorlog, waar hij confrontaties, razzia's en vervolgingen vermeed. Hij werd opgeroepen als gezondheidswerker aan het front. Op 5 februari 1939, met de terugtrekking van de republikeinen, ging hij in ballingschap naar Frankrijk. Daar beoefende hij verscheidene beroepen: leraar in diverse materies, violist en saxofonist in verschillende klassieke bands, experimenteel boer (uitvinding en realisatie van plantages zonder aarde, met vloeibare oplossingen), fabrieksarbeider, bouwvakker, schrijver, dichter, enz. Hij raakte bevriend met Francesc Pujols en Salvador Dalí. Hij keerde terug uit ballingschap op 22 januari 1947 en legde zich toe op de farmacie, het vervolgen van zijn onderzoek en op het schrijven. Hij stierf eind 1978 op 75-jarige leeftijd te Figueres, zonder de uitgebreide versie van zijn magnum opus te hebben voltooid: La matemàtica de la història (De wiskunde van de geschiedenis).

## Gedachtegoed
Hij beweerde dat de beschavingen en de heerschappijen cycli volgen die overeenkomen met de natuurlijke cycli van de levende wezens. Elke beschaving is in staat ten minste drie cycli van 1.700 jaar te voltooien. De heerschappijen, die begrepen zijn in de beschavingen, hebben een gemiddelde levensduur van 550 jaar. Hij beweerde dat, via de kennis van de natuur van de cycli, oorlogen vermeden konden worden, die volgens hem onnodig waren, zodat de processen vreedzaam zouden worden in plaats van gewelddadig. Verder meende hij dat de mensheid in staat zou zijn deze cyclussen te kennen en te wijzigen, en dat ze zich zou moeten organiseren onder de vorm van een Universele Confederatie van vrije volkeren.
De verkondiging van de wiskundige wet, die volgens hem de evolutie van de volkeren bepaalt, kan worden samengevat in de volgende punten (Hoofdstuk III van het Catalaanse werk "La matemàtica de la història", "De wiskunde van de geschiedenis", 1967):
1. Alle volkeren gaan door periodes van grote demografische fractionering, afgewisseld door andere periodes van grote unificatie of imperialistische periodes.
2. De periodes van grote demografische fractionering hebben een duur van 6,5 eeuw. De periodes van grote unificatie hebben een duur van 10,5 eeuw. De evolutiecyclus beslaat dus 17 eeuwen.
3. Tijdens dit evolutionair proces gaan de volkeren door perfect bepaalde fasen om op het einde van de cyclus dezelfde positie te bekleden als aan het begin van de cyclus.
4. De cyclus omvat alle soorten menselijke activiteit. Dat wil zeggen dat behalve een politieke cyclus ook een sociale, artistieke, filosofische en wetenschappelijke cyclus in acht moet worden genomen...
5. Alle volkeren volgen dezelfde evolutie, maar deze is meer of minder geavanceerd afhankelijk van de geografische positie van elk land.
6. De creatiekracht is niet dezelfde voor alle volkeren. Voor elke cyclus bestaat een zone met een maximale creatie-intensiteit, en deze zone verplaatst zich van de ene naar de volgende cyclus in dezelfde richting als het algemene proces. In Europa verplaatst deze zone zich van het Oosten naar het westelijke Middellandse Zeegebied, en gaat vervolgens van het Iberische schiereiland naar Gallië, dan naar de Britse Eilanden, de Germaanse volkeren en ten slotte naar de Noordelijke en Slavische volkeren.
7. De imperialistische kernen die periodes van grote politieke eenheid mogelijk maken, volgen perfecte biologische processen, onderling identiek en met een duur van 5 à 6 eeuwen.
8. De overgang van de sociaal-politieke regimes geschiedt niet volgens een constant oplopende of aflopende lijn, doch door middel van bewegingen van vooruitgang en achteruitgang, die elkaar afwisselen en in sterkte verschillen, hetgeen resulteert in een gebroken lijn. Het resultaat van deze lijn is gelijk aan een vooruitgang in een bepaalde richting. Dat is wat men "de wet van de twee passen vooruit en één pas achteruit" noemt.

Zijn gedachtegoed heeft te maken met de ideeën van Oswald Spengler en Arnold Joseph Toynbee, die eveneens theorieën naar voor brachten over de evolutie van de volkeren, maar zonder toe te komen aan de zeer precieze wiskundige regels die Deulofeu uiteenzet.
Tijdens en na zijn ballingschap bezocht Deulofeu vele musea, tempels en monumenten in verschillende landen waar hij via afleidingen onder andere de oorsprong van de Romaanse kunst in de negende eeuw tussen l'Empordà en de Rosselló vond. Hij meende dat deze de oorsprong was van wat hij de tweede cyclus van de West-Europese beschaving noemt, die na de eerste cyclus komt.